# 3332 Raksha
3332 Raksha eller 1978 NT1 är en asteroid i huvudbältet som upptäcktes den 4 juli 1978 av den ryska astronomen Ljudmjla Tjernych vid Krims astrofysiska observatorium på Krim. Den har fått sitt namn efter Yury Mikhailovich Raksha.
Asteroiden har en diameter på ungefär 14 kilometer.